# Fragmosoma

Formazione del fragmosoma in una cellula vegetale altamente vacuolata. Dall'alto verso il basso: 1) Cellula in interfase con grande vacuolo centrale. 2) Fili citoplasmatici che iniziano a penetrare nel vacuolo. 3) Migrazione del nucleo al centro e formazione del fragmosoma. 4) Completamento della formazione del fragmosoma e formazione della banda preprofasica che segna il futuro piano di divisione cellulare.

Il fragmosoma è una lamina di citoplasma che si forma in cellule vegetali altamente vacuolate in preparazione alla mitosi. Contrariamente alle cellule animali, le cellule vegetali contengono spesso grandi vacuoli centrali che occupano fino al 90% del volume totale delle cellule e spingono il nucleo contro la parete cellulare. Affinché si verifichi la mitosi, il nucleo deve spostarsi al centro della cellula. Ciò accade durante la fase G2 del ciclo cellulare.
Inizialmente, si formano fili citoplasmatici che penetrano nel vacuolo centrale e forniscono percorsi per la migrazione nucleare. I filamenti di actina lungo questi filamenti citoplasmatici spingono il nucleo al centro della cellula. Questi filamenti citoplasmatici si fondono in un foglio trasversale di citoplasma lungo il piano della futura divisione cellulare, formando il fragmosoma.
Poco prima della mitosi, una densa banda di microtubuli appare intorno al fragmosoma e al futuro piano di divisione appena sotto la membrana plasmatica. Questa banda preprofasica segna il piano equatoriale del futuro fuso mitotico, nonché i futuri siti di fusione per la nuova piastra cellulare con la parete cellulare esistente. Scompare non appena si rompe l'involucro nucleare e si forma il fuso mitotico.
Quando la mitosi è completa, la piastra cellulare e la nuova parete cellulare si formano a partire dal centro lungo il piano occupato dal fragmosoma. La piastra cellulare cresce verso l'esterno fino a quando non si fonde con la parete cellulare della cellula madre esattamente nei punti previsti dalla banda preprofasica.